# 요스테인 고르데르

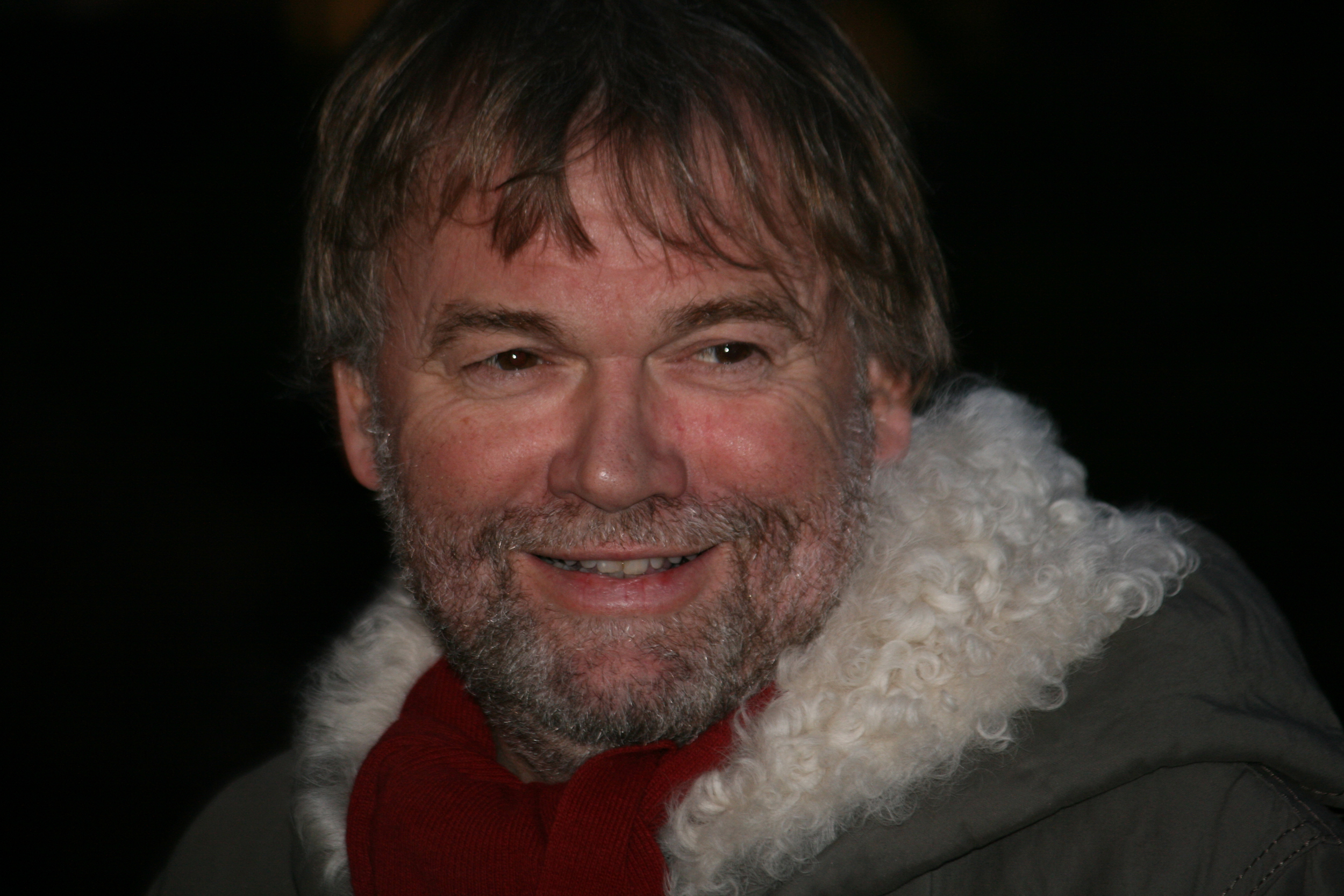
2009년의 고르데르

요스테인 고르데르(노르웨이어: Jostein Gaarder, 1952년 8월 8일 ~ )는 노르웨이의 소설가, 교사이다.

## 생애
노르웨이의 수도 오슬로에서 태어났으며 고등학교에서 몇 년 동안 철학을 가르쳤다. 1986년 단편집으로 문단에 데뷔하여 주로 어린이와 젊은이를 위한 작품을 썼고, 인생의 신비에 관한 책도 여러 권 냈다. 1990년에 《카드놀이 미스테리》로 노르웨이 문학비평가 협회와 문화부로부터 상을 받았다. 특히 《소피의 세계》는 북유럽과 독일에서 베스트셀러가 되었고, '94 독일 청소년 문학상'을 비롯하여 갖가지 상을 휩쓸다시피 하여 가아더를 하루아침에 일약 스타덤에 올려 놓았다. 이 책은 영어판이 출간되었고, 95년에는 프랑스·브라질·러시아·중국·일본 등 세계 30여 나라에서 번역 출간되어 지구촌 어디에서나 이 책을 만날 수 있다. 현재 가아더는 두 아들, 부인과 함께 노르웨이의 수도 오슬로에서 살며 창작활동을 계속하고 있다.

## 작품 목록
- Diagnosen og andre noveller (분석과 다른 이야기들) (1986)
- Froskeslottet (개구리 성) (1988)
- Kabalmysteriet (카드놀이 미스테리) (1990) ISBN 0-425-15999-X
- Sofies verden (소피의 세계) (1991) ISBN 0-425-15225-1
- Julemysteriet (크리스마스 미스테리) (1992) ISBN 0-374-12329-2(스텔라 이스트 삽화 1995년 수정판 ISBN 82-03-24090-9)
- Bibbi Bokkens magiske bibliotek (비비 보켄스 마법 도서관) 클라우스 하게럽과 함께 (1993) ISBN 82-00-21210-6
- I et speil, i en gåte (유리를 통해, 어둡게) (1993) ISBN 0-7538-0673-8
- Hallo? Er det noen her? (이봐요? 아무도 없나요?) (1996) ISBN 0-374-32948-6
- Vita Brevis (짧은 인생) (영문판 '그 같은 꽃') (1996) ISBN 0-7538-0461-1
- Maya (마야) (1999) ISBN 0-7538-1146-4
- Sirkusdirektørens datter (연기 주임의 딸) (2001) ISBN 0-7538-1700-4
- Appelsinpiken (오렌지 소녀) (2004) ISBN 0-297-84904-2
- Sjakk Matt' (체크메이트) (2006)
- De gule dvergene (노란 드워프들) (2006)
- Moras Weit (지구,2084) (2014)

## 참고 문헌
- 이 문서에는 다음커뮤니케이션(현 카카오)에서 GFDL 또는 CC-SA 라이선스로 배포한 글로벌 세계대백과사전의 내용을 기초로 작성된 글이 포함되어 있습니다.